# 切普察河
切普察河是俄羅斯的河流，位於烏德穆爾特共和國北部和基洛夫州東部，流經城市格拉佐夫，最終在基洛夫以東的基洛沃-切佩茨克注入維亞特卡河。该河全长约500千米。
58°8′18″N 52°48′4″E / 58.13833°N 52.80111°E